# Лумарцо
Лумарцо (італ. Lumarzo, ліг. Lumarso) — муніципалітет в Італії, у регіоні Лігурія,  метрополійне місто Генуя.
Лумарцо розташоване на відстані близько 400 км на північний захід від Рима, 17 км на схід від Генуї.
Населення — 1546 осіб (2014).

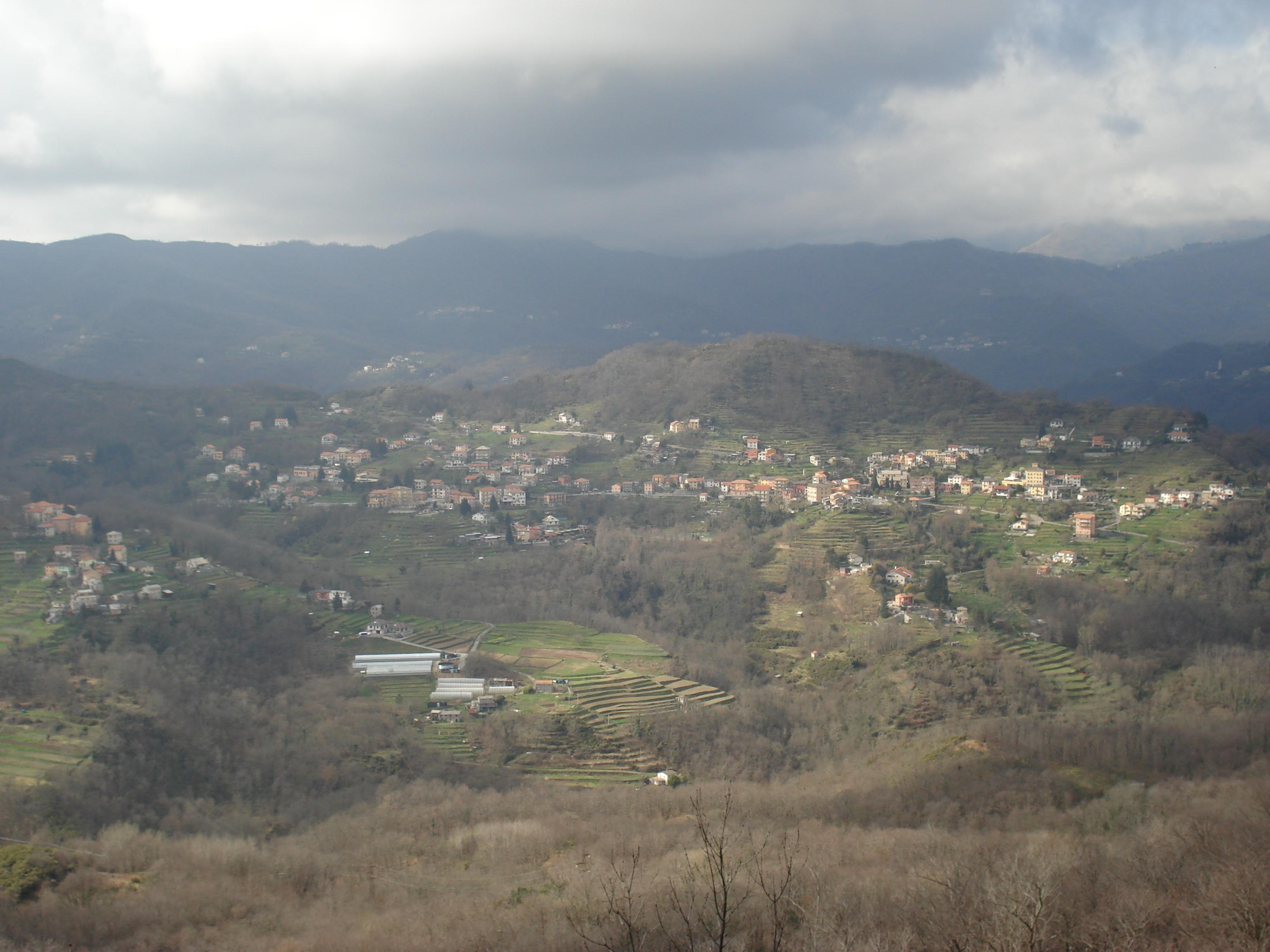

Щорічний фестиваль відбувається другого понеділка вересня. Покровитель — san Camillo de Lellis.

## Демографія
Населення за роками:

Станом на 1 січня 2023 року в муніципалітеті офіційно проживав 41 іноземець з 14 країн, серед них 11 громадян країн Євросоюзу та 4 громадяни України.

## Сусідні муніципалітети
- Баргальї
- Даванья
- Нейроне
- Сорі
- Торрилья
- Ушіо